# Карлос Льєрас Рестрепо
Карлос Альберто Льєрас Рестрепо (ісп. Carlos Alberto Lleras Restrepo; 12 квітня 1908 — 27 вересня 1994) — колумбійський правник і політик, двадцять другий президент Колумбії.

## Біографія
Народився 1908 року в Боготі. Вивчав право в Національному університеті Колумбії. Вступив до лав Ліберальної партії й 1929 року став членом її національного комітету.
Пізніше обирався сенатором і депутатом нижньої палати парламенту від департаменту Кундінамарка. В 1936—1937 роках обіймав посаду генерального контролера Колумбії. Від 1938 до 1944 року (з перервами) очолював міністерство фінансів. 1966 року здобув перемогу на чергових президентських виборах.
За часів його врядування було реалізовано аграрну реформу, в рамках якої тисячі селян отримали землю. Також Льєрас провів низку соціальних та економічних реформ, зокрема він заснував кілька урядових агентств з розвитку економіки й освіти. Президенту вдалось стабілізувати колумбійську економіку, проте він не зміг змусити до миру ліворадикальні угруповання FARC та ELN. 1968 року Льєрас відновив дипломатичні відносини з СРСР.
Помер 1994 року в Боготі.